# Juan Rasero
Juan Rasero ( - Sevilla, 10 de agosto de 1935) fue conserje de un local sindical comunista. Fue víctima de un atentado terrorista en Sevilla en agosto de 1935, atribuido a elementos falangistas.

## Atentado
Poco después de las ocho de la tarde del 10 de agosto de 1935, desde un vehículo que pasaba a gran velocidad por delante del local de la Unión de Sindicatos, en la calle Arenal, número 3, de Sevilla, sus ocupantes hicieron numerosos disparos contra el sindicato comunista, al grito de "¡Viva Falange Española! ¡Viva España!"  Puede que el atentado fuera una venganza de elementos falangistas por la muerte de Antonio Corpas Gutiérrez.
A consecuencia de los disparos resultó muerto el conserje Juan Rasero, de 30 años, y resultó gravemente herido Juan Litrán Rodríguez, de 45 años. Otros dos sindicalistas resultaron heridos leves. Litrán falleció unos días más tarde.

## Detenciones
Las autoridades detuvieron a Sancho Dávila, jefe de la Falange sevillana, y clausuraron las sedes de Falange de Sevilla y Dos Hermanas e impusieron una multa de 1000 pesetas a los directivos locales. El 15 de agosto detuvieron también a Alfonso Serrano Lozano, camarero y significado extremista.